# Den lyserøde panter ta'r hævn
Den lyserøde panter ta'r hævn (originaltitel: Revenge of the Pink Panther) er en film fra 1978, instrueret af Blake Edwards. Filmen er den femte i serien om Den lyserøde panter. Filmen er den sidste med Peter Sellers, selvom efterfølgeren På sporet af den lyserøde panter har klip med Sellers med.

## Handling
Den franske pengemand Philippe Douvier (Robert Webber) indgår en aftale med mafiaen i New York om stofsalg. Mafiaen er dog ikke helt sikker på Douviers evner, så han forsøger at overbevise dem ved at dræbe Frankrigs kendteste mand, Inspector Jacques Clousseau (Peter Sellers). Hans første forsøg går galt, men andet forsøg ser ud til at lykkes (det er dog en blaffer, som har stjålet Clousseau's bil og tøj, der omkommer). Clousseau erklæres derfor død, og hans gamle chef Charles Dreyfus (Herbert Lom) udskrives fra den mentalafdeling, han er indlagt på, da hans plageånd nu er død.
Clousseau tager hjem til sin lejlighed blot for at erfare, at Cato (Burt Kwouk) har lavet den om til et kinesisk bordel. Efter at have afsløret sin identitet for Cato, møder Clousseau Douviers nu kasserede elskerinde Simone Legree (Dyan Cannon), der fortæller ham, at Douvier er i Hong Kong for at lægge sidste hånd på aftalen med amerikanerne. Clousseau tager derfor til Hong Kong for at stoppe Douvier uden at vide, at Charles Dreyfus også er på sporet af Douvier. 

## Medvirkende
- Peter Sellers – Inspector Jacques Clousseau
- Herbert Lom – Charles Dreyfus
- Dyan Cannon – Simone Legree
- Robert Webber – Philippe Douvier
- Burt Kwouk – Cato Fong
- Robert Loggia – Al Marchione